# Opowieści włoskich żon
Opowieści włoskich żon (wł. Mogli a pezzi, 2008) – czteroodcinkowy włoski serial komediowy, wyprodukowany przez Janus International Srl. Zdjęcia kręcono w Lecce.
Światowa premiera serialu miała miejsce 12 maja 2008 roku na antenie Canale 5 i był emitowany do 20 maja 2008 roku. W Polsce serial nadawany na kanale TVP2 od dnia 18 lipca 2012 do 8 sierpnia 2012 i ponownie od 26 lipca 2013 do 16 sierpnia 2013.

## Opis fabuły
Serial opowiada o losach trzech przyjaciółek z czasów szkolnych – samotnej rozwódki Alice, nieszczęśliwej mężatki Sofii i bizneswoman Dory. Ich życie zmienia się, gdy w ich mieście zostaje popełniona zbrodnia.

## Obsada
- Valeria Milillo jako Alice Negro
- Lorenza Indovina jako Dora Silvestri Durini
- Eva Grimaldi jako Sofia La Capra
- Giuliana De Sio jako Armida Casoni
- Manuela Arcuri jako Elisa Negro
- Carlotta Tesconi jako Carolina Negro
- Enrico Lo Verso jako Karim
- Massimo Venturiello jako Gianni Nero
- Brando Giorgi jako Leo Durini
- Jason Lewis jako Elvio Giorgi
- Antonio Catania jako Gennaro La Capra
- Lorenzo Crespi jako Luigi
- Simona Borioni jako Loredana Sentiero
- Andrea Ferreol jako Clotilde Durini
- Isa Gallinelli jako Nita Ricci
- Stefania Montorsi jako Lilly Guarenghi
- Paolo Triestino jako Nicola Casoni
- Barbara Abbondanza jako Bettina
- Lydia Biondi jako Sole Virdis
- Carmela Vincenti jako Leona Lampos
- Isabella Orsini jako Paola

i inni